# 拉多斯拉夫·日德克
拉多斯拉夫·日德克（1981年10月15日—），斯洛伐克男子单板滑雪运动员。他曾代表斯洛伐克参加2006年冬季奥林匹克运动会单板滑雪比赛，获得男子障碍追逐银牌。